# Armeni nell'Impero ottomano

Gli armeni nell'Impero ottomano (o armeni ottomani) appartenevano per lo più alla Chiesa apostolica armena o alla Chiesa cattolica armena. Facevano parte del millet armeno fino alle riforme del Tanzimat del XIX secolo che eguagliarono tutti i cittadini ottomani davanti alla legge.

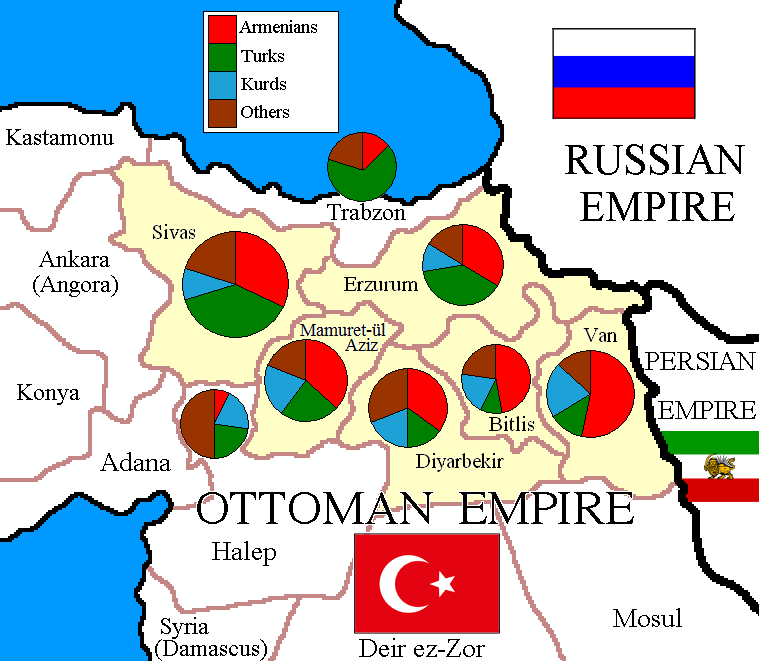
Mappa etnica di sei Vilayet armeni nell'impero ottomano secondo le informazioni disponibili.

## Contesto
Gli ottomani introdussero una serie di approcci unici al governo nelle tradizioni dell'Islam. La cultura islamica non separava le questioni religiose da quelle secolari. In un primo periodo, il sultano era la più alta carica del Paese e aveva il controllo su quasi tutto. Tuttavia, l'organizzazione statale iniziò a prendere una forma più definita nella prima metà del XVI secolo sotto Suleyman I, noto anche come il "Legislatore". Gli ottomani immaginavano due "istituzioni" separate nella condivisione del potere statale: uno responsabile del governo dei cittadini di una nazione e l'altro dei suoi militari. "Gli ottomani hanno lasciato il controllo civico alle istituzioni civiche. Gli storici spesso definiscono il costrutto sociopolitico ottomano come "sistema ottomano". Il termine "sistema ottomano" trasmette un senso di rigidità strutturale che probabilmente era inesistente per tutto il periodo ottomano.
L'integrazione della popolazione armena è stata in parte dovuta alla rigidità strutturale inesistente durante il periodo iniziale. Il popolo armeno, in relazione alle questioni dei propri affari interni, era amministrato dall'amministrazione civile provinciale. Cittadini, abitanti del villaggio e contadini formavano una classe chiamata reaya, che includeva la reaya armena. L'amministrazione civile e giudiziaria si svolgeva in un sistema parallelo separato di piccole unità municipali o rurali chiamate kaza. Il sistema civile era considerato un controllo del sistema militare poiché il bey, che rappresentava l'autorità esecutiva nella reaya, non poteva eseguire la punizione senza una sentenza del capo religioso. Inoltre, il sultano era al di fuori dal controllo menzionato. Il Patriarcato ecumenico era il capo del popolo armeno.
Durante il periodo bizantino, alla Chiesa armena non veniva permesso di operare a Costantinopoli, perché era considerata eretica dalla Chiesa greco-ortodossa. Con l'istituzione del Patriarcato ecumenico di Costantinopoli, gli armeni divennero capi religiosi e, i burocrati sotto l'Impero ottomano, divennero più influenti della loro comunità. L'idea che due "istituzioni" separate condividessero il potere statale dava alle persone la possibilità di occupare importanti posizioni, amministrative, religiose-legali e socio-economiche.
Gli armeni occupavano posti importanti all'interno dell'Impero ottomano. Artin Dadyan Pasha, che servì come Ministro degli affari esteri dal 1876 al 1901, è uno dei tanti esempi di cittadini armeni che giocarono un ruolo fondamentale nella sfera sociopolitica dell'Impero ottomano.

## Ruolo degli armeni nell'economia ottomana
Alcune famiglie armene d'élite nell'Impero ottomano guadagnarono la fiducia dei sultani e furono in grado di raggiungere posizioni importanti nel governo e nell'economia ottomana. Anche se il loro numero era esiguo rispetto all'intera popolazione armeno-ottomana, ciò causava un certo risentimento tra i nazionalisti ottomani. La vita del resto degli armeni comuni era un'esistenza molto difficile perché erano trattati come cittadini di seconda classe. Quegli armeni d'élite che ottennero un grande successo furono individui come Abraham Pasha che divenne ministro di Stato ottomano. Un altro uomo di nome Kapriel Noradounguian divenne Segretario di Stato per gli Affari Esteri dell'Impero ottomano. La famiglia Dadian controllava l'intera industria delle munizioni nell'Impero. Calouste Gulbenkian divenne uno dei principali consulenti della Banca nazionale turca e della Turkish Petroleum Corporation, che in seguito divenne la Iraqi Oil Corporation. Lo storico A.Tchamkerten scrive: "Le conquiste armene nell'Impero, tuttavia, non erano solo commerciali. Erano coinvolti in quasi tutti i settori economici e detenevano i più alti livelli di responsabilità. Nel XIX secolo, varie famiglie armene divennero orafi del sultano, architetti del sultano e rilevarono le riserve valutarie e le riserve di oro e argento, compresi i dazi doganali. Sedici dei diciotto banchieri più importanti dell'Impero ottomano erano armeni".

### Patriarcato di Costantinopoli

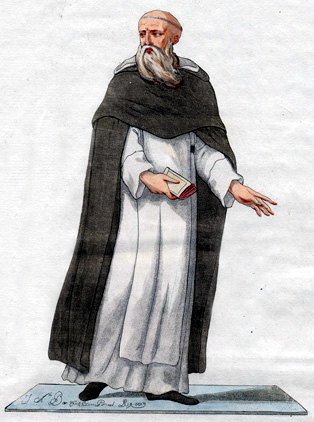
I costumi dell'Impero ottomano che si estendevano a musulmani, cristiani, comunità ebraiche, clero, commercianti, funzionari statali e militari erano strettamente regolamentati durante il regno di Solimano il Magnifico.

Dopo la caduta di Costantinopoli sotto i turchi ottomani nel 1453, il Patriarcato si occupò più direttamente di tutti gli ortodossi che vivevano nell'Impero ottomano. Hovagim I era all'epoca metropolita di Bursa. Nel 1461, Hovagim I fu portato a Costantinopoli dal sultano Mehmed II e istituito come patriarca armeno di Costantinopoli, la cui carica fu creata esclusivamente con uno scopo politico. Il sultano Mehmed II voleva la separazione armeno-greca. Costantinopoli divenne il vero centro della loro vita ecclesiastica e nazionale. Il patriarca armeno e non il Catholicos di Etchmiadzin, era il loro più importante dignitario nazionale, come parte del desiderio di Mehmed. Nella capitale del sultano viveva la più grande comunità armena del mondo e la sua autorità civile-ecclesiastica rese il sultano nei fatti il più potente ufficiale tra gli armeni in generale. Dal 1453 a Istanbul furono costruite 55 nuove chiese armene, alcune risalenti al XVI secolo.
Fino alla promulgazione dell'Hatt-i Sherif del 1839, il patriarca e i suoi clienti, entro certi limiti, possedevano l'autorità penale sul popolo armeno. Nella capitale il patriarca aveva la sua prigione e manteneva una piccola forza di polizia. Essendo assoluta la sua autorità sul clero, poteva imprigionare o esiliare a suo piacimento e mentre era costretto a ottenere il consenso del Sultano per imprigionare o esiliare i laici della sua comunità, il necessario firmano era ottenuto molto facilmente. Il sistema di governo patriarcale, nel porre i poteri civili nelle mani degli alti ecclesiastici, era il risultato del fatto che il Sultano non faceva distinzione tra chiesa e comunità e spesso prestava il peso della sua autorità per mantenere l'integrità della chiesa.

### Vita del villaggi armeni
Nei villaggi, compresi quelli la cui popolazione era principalmente musulmana, i quartieri armeni erano sistemati in gruppi nelle altre parti della popolazione. Le case erano disposte una sopra l'altra, in modo che il tetto piatto della casa bassa fungesse da cortile anteriore di quella sovrastante. Per sicurezza, le case erano ammassate insieme. Le abitazioni armene furono adattate alle temperature estreme negli altopiani dell'Armenia occidentale (ribattezzata Anatolia orientale nel 1941). In estate gli spessi muri e i tetti di terra mantenevano freschi gli ambienti.
Il Bey o l'anziano era una specie di capo villaggio e la sua casa era tipicamente l'abitazione più lussuosa di un villaggio. Non era raro avere tre sacerdoti per trentacinque famiglie. La maggior parte degli armeni viaggiava a cavallo nei villaggi vicini, a volte per cerimonie religiose, a volte per andare a prendere una sposa, accompagnandola, con strumenti musicali e battiti di mani, al proprio villaggio.

## Armenia ottomana, 1453-1829

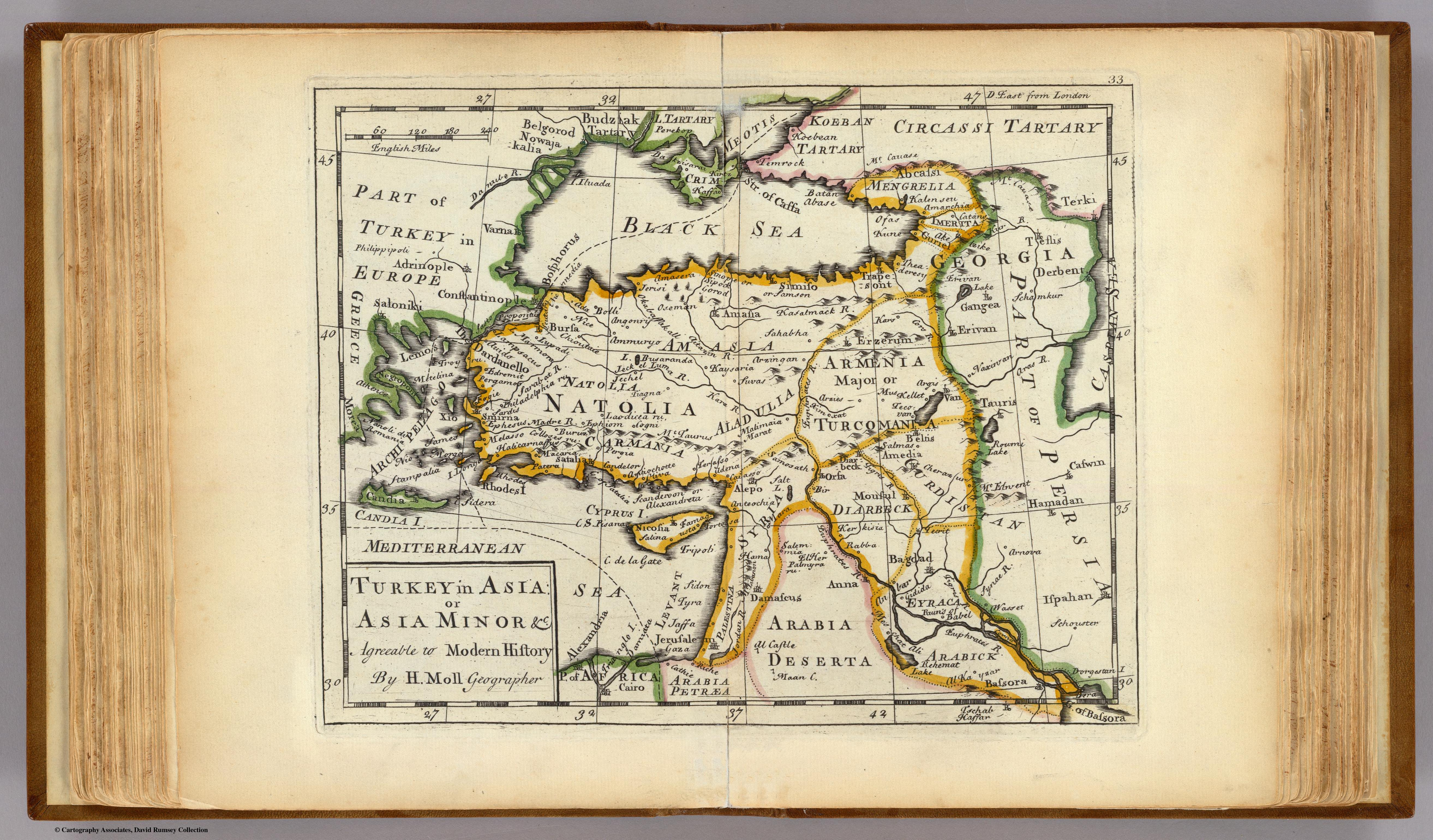
Armenia occidentale nella prima metà del XVIII secolo. Mappa di Herman Moll, 1736

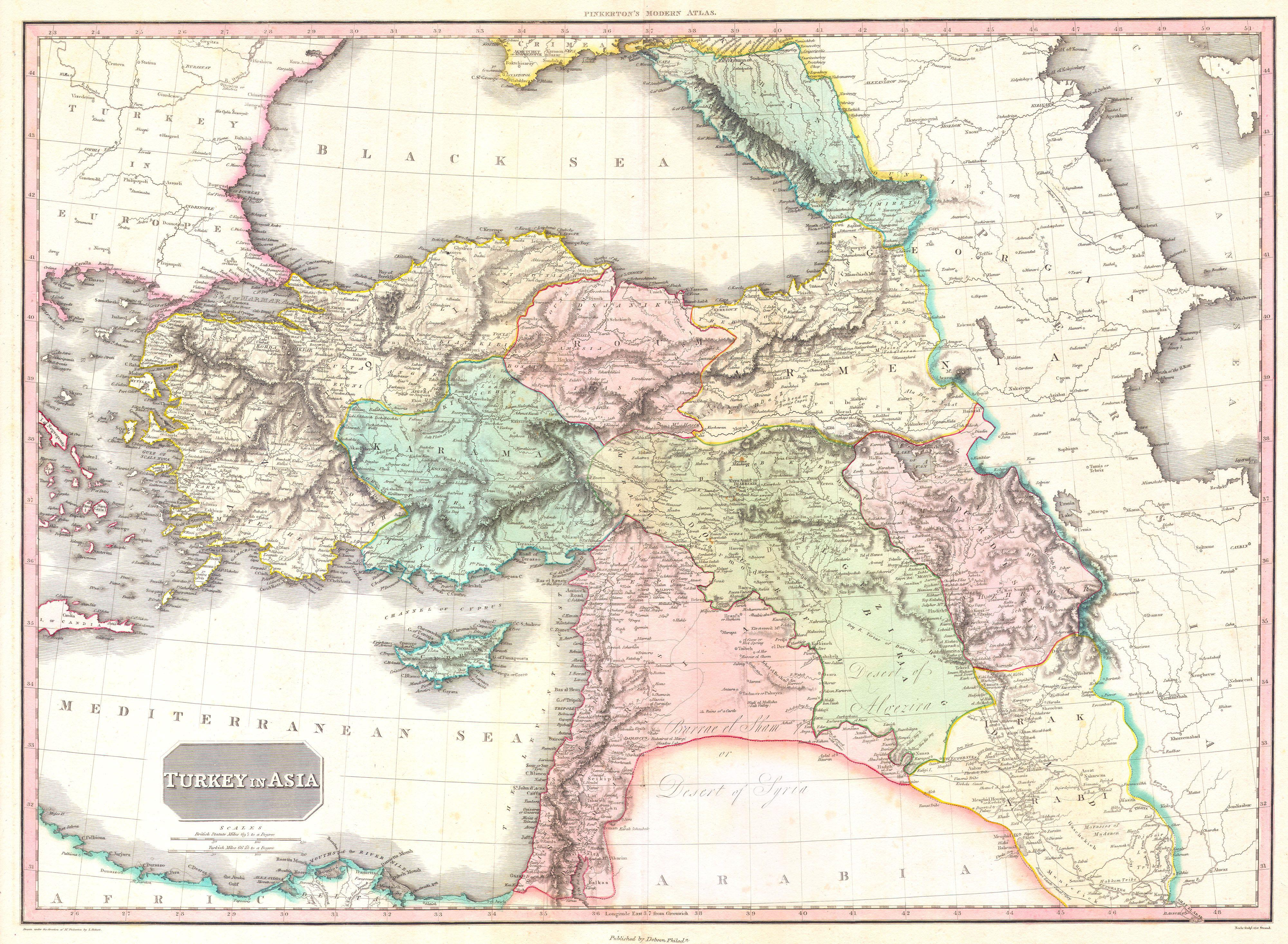
Armenia occidentale sulla mappa dell'Impero Ottomano. John Pinkerton, 1818

Gli armeni hanno preservato la loro cultura, storia e lingua nel corso del tempo, in gran parte grazie alla loro identità religiosa distinta dai vicini turchi e curdi. Come le minoranze greco-ortodosse ed ebraiche dell'Impero ottomano, costituivano un millet distinto, guidato dal patriarca armeno di Costantinopoli. Sotto questo sistema, cristiani ed ebrei erano considerati minoranze religiose e cittadini di seconda classe; erano soggetti a tassazione elevata, ma in cambio avevano ottenuto l'autonomia all'interno delle proprie comunità religiose ed erano esentati dal servizio militare. La crescente influenza religiosa e politica da parte delle comunità vicine rendeva necessaria l'attuazione di misure di sicurezza che spesso richiedevano un periodo di attesa più lungo per le minoranze per cercare un ricorso legale nei tribunali. Sotto il dominio ottomano, gli armeni formarono tre distinti millet: i gregoriani armeni ortodossi, gli armeni cattolici e gli armeni protestanti (nel XIX secolo).
Dopo molti secoli di dominio turco in Anatolia e Armenia (prima dai selgiuchidi, poi una varietà di beilicati anatolici e infine gli ottomani), i centri con un'alta concentrazione di armeni persero la loro contiguità geografica. Nel corso dei secoli, le tribù turche e curde si stabilirono in Anatolia e Armenia, che fu gravemente spopolata da una serie di eventi devastanti come le guerre bizantino-persiane, le guerre arabo-bizantine, le migrazioni turche, le invasioni mongole e infine le sanguinose campagne di Tamerlano.
Inoltre, ci furono le secolari guerre ottomano-persiane tra gli imperi rivali, i cui campi di battaglia si estendevano sull'Armenia occidentale e quindi in gran parte delle terre native degli armeni. Le guerre tra i due acerrimi rivali ottomani e persiani iniziarono a partire dal XVI secolo e durarono fino al XIX secolo, con effetti disastrosi per gli abitanti nativi di queste regioni, compresi gli armeni dell'Armenia occidentale.
A causa di questi eventi, la composizione demografica aveva subìto (sin dalla seconda metà del periodo medievale) una trasformazione così profonda che gli armeni costituivano, su tutta l'estensione della loro antica patria, non più di un quarto del totale degli abitanti. Nonostante ciò mantenevano e difendevano l'autonomia effettiva in alcune aree isolate come Sassoun, Shatakh e parti di Dersim. Una roccaforte armena e simbolo di un'effettiva autonomia armena, Zeitoun (Ulnia) si trovava tra i sei vilayet e la Cilicia, e aveva anche una forte presenza armena sin dalla creazione del Principato (e poi Regno) della Piccola Armenia. Tuttavia, la distruzione del Regno da parte della tribù dei ramadanidi e il successivo governo da parte di potenze musulmane come i dulkadiridi, i mamelucchi e gli ottomani portarono a un numero sempre crescente di musulmani nella regione fino a quando il genocidio rimosse le restanti vestigia del popolo armeno.
C'erano anche comunità significative in parti dei vilayet di Trebisonda e Ankara confinanti con i sei vilayet (come a Kayseri). Dopo le conquiste ottomane, molti armeni si trasferirono anche a ovest e si stabilirono in Anatolia, in grandi e prospere città ottomane come Istanbul e Izmir.

## Armenia occidentale, 1829-1918

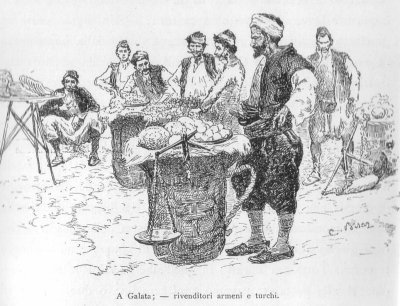
Rivenditori armeni e turchi.

La restante Armenia ottomana, composta dai sei vilayet (Erzurum, Van, Bitlis, Diyarbekir, Kharput e Sivas) fino alla prima guerra mondiale, sotto il dominio ottomano, veniva anche chiamata Armenia occidentale.

### Armeni nel XIX secolo

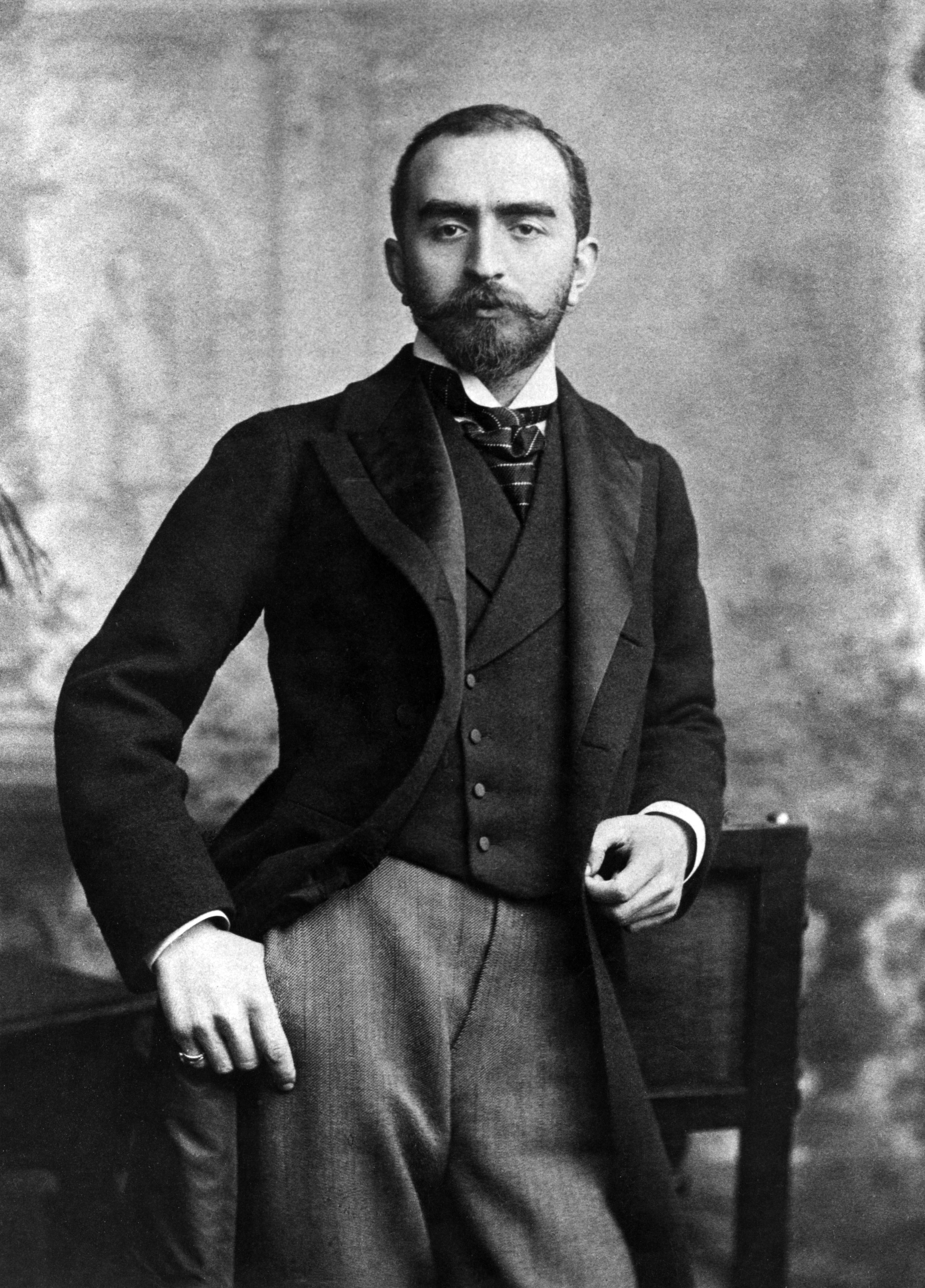
Calouste Gulbenkian, uomo d'affari e filantropo di fama internazionale, nato nel 1869 a Üsküdar

A eccezione delle professioni erudite insegnate nelle scuole che erano state aperte in tutto l'Impero ottomano, le occupazioni principali erano il commercio, l'industria e l'agricoltura. Nell'impero gli armeni furono elevati a occupazioni eminenti, come Calouste Sarkis Gulbenkian, un uomo d'affari e filantropo. Egli svolse un ruolo importante nel rendere le riserve petrolifere del Medio Oriente disponibili per lo sviluppo occidentale. Hovsep Pushman era un pittore diventato molto famoso nell'Impero. Durante questo periodo gli armeni avrebbero fondato una chiesa, una scuola, una biblioteca e un giornale. Sargis Mubayeajian era uno scrittore prolifico e multiforme educato a Costantinopoli. Molte delle sue opere sono ancora disseminate nei periodici armeni.
Molti armeni emigrati all'estero tornarono in patria. Alex Manoogian che divenne un filantropo e membro attivo dell'Unione armena generale benevola era originario delle terre ottomane (l'odierna Izmir), Arthur Edmund Carewe, nato a Trebisonda, divenne un attore nell'era del cinema muto.

#### Questione orientale
La questione orientale (normalmente datata al 1774) è usata nella storia europea per riferirsi ai problemi diplomatici e politici posti dalla decadenza dell'Impero ottomano durante il XVIII secolo, compresa l'instabilità nei territori governati dall'Impero. La posizione dei cristiani istruiti e privilegiati all'interno dell'Impero migliorò nel XVII e nel XVIII secolo e gli ottomani riconobbero sempre più le abilità mancanti che mancavano alla più ampia popolazione ottomana. Quando l'impero divenne più stabile, iniziò a sentire la sua crescente arretratezza in relazione alle potenze europee. L'ascesa del nazionalismo sotto l'Impero ottomano era il tema dominante. Gli armeni, tuttavia, per la gran parte, rimasero passivi durante questi anni, guadagnandosi il titolo di millet-i sadıka ovvero "millet leale".
La questione orientale guadagnò ancora più trazione alla fine degli anni 1820, a causa del nuovo iilluminismo greco e della guerra d'indipendenza greca che costituirono un esempio di indipendenza contro gli ottomani. Anche i diversi paesi dei Balcani, frustrati dalle condizioni nell'Impero, avevano spesso trovato aiuto dalle potenze, liberate dal dominio ottomano. La Grande potenza imperiale russa avrebbe tratto vantaggio dal declino dell'Impero ottomano; in opposizione, l'Austria e il Regno Unito ritenevano che la conservazione dell'Impero fosse nel loro migliore interesse. La posizione della Francia cambiò più volte nel corso dei secoli. La questione armena usata nella storia europea, divenne comune tra i circoli diplomatici e sulla stampa popolare dopo il Congresso di Berlino (1878). L'ideologia nazionale armena si sviluppò molto tempo dopo il movimento greco. Tuttavia, i fattori che contribuirono all'emergere del nazionalismo armeno resero il movimento molto più simile a quello greco rispetto ad altri gruppi etnici.

### Attuazione della riforma, 1860-1880
Le tre maggiori potenze europee: Gran Bretagna, Francia e Russia (conosciute come le Grandi Potenze), contestarono il trattamento riservato dall'Impero alle sue minoranze cristiane e fecero pressioni sempre maggiori sul governo ottomano (noto anche come la Sublime porta) affinché estendesse uguali diritti a tutti i suoi cittadini.
A partire dal 1839, il governo ottomano implementò le riforme del Tanzimat per migliorare la situazione delle minoranze, anche se si sarebbero rivelate in gran parte inefficaci. Nel 1856, l'Hatt-ı Hümayun promise l'uguaglianza per tutti i cittadini ottomani indipendentemente dalla loro etnia e confessione, ampliando la portata dell'Hatt-ı Şerif di Gülhane del 1839. Il periodo riformista culminò con la Costituzione, chiamata Kanûn-ı Esâsî (che significa "Legge fondamentale" in turco ottomano), scritta da membri dei Giovani ottomani, promulgata il 23 novembre 1876. Essa stabiliva la libertà di credo e l'uguaglianza di tutti i cittadini davanti alla legge. Il "Firmano delle Riforme" diede immensi privilegi agli armeni, che formarono un "governo nel governo" per eliminare il dominio aristocratico dei nobili armeni attraverso lo sviluppo degli strati politici nella società.

#### Costituzione nazionale armena, 1863
Nel 1863, la costituzione nazionale armena (turco ottomano: "Nizâmnâme-i Millet-i Ermeniyân") fu approvata dall'Impero ottomano. Era una forma del "Codice dei Regolamenti" composto da 150 articoli redatti dall '"intellighenzia armena", che definiva i poteri del Patriarca (una posizione nel millet ottomano) e della neonata "Assemblea nazionale armena". Mikrtich emise un decreto che consentiva alle donne di avere parità di voti con gli uomini e chiede loro di partecipare a tutte le elezioni.
L'Assemblea nazionale armena aveva funzioni ad ampio raggio. I funzionari musulmani non erano impiegati per riscuotere le tasse nei villaggi armeni, ma le tasse in tutti i villaggi armeni erano raccolte dagli esattori delle tasse armeni nominati dall'Assemblea nazionale armena. Agli armeni fu permesso di istituire le proprie corti di giustizia allo scopo di condurre contenziosi tra armeni e per regolare tutte le questioni relative al matrimonio, al divorzio, alla successione, all'eredità, ecc.. di loro competenza. Anche agli armeni fu concesso il diritto di stabilire le proprie prigioni per l'incarcerazione degli armeni, e in nessun caso un armeno doveva essere imprigionato in una prigione ottomana.
L'Assemblea nazionale armena aveva anche il potere di eleggere il governatore armeno da un consiglio legislativo armeno locale. I consigli successivi faranno parte delle elezioni durante la seconda era costituzionale. I consigli legislativi armeni locali erano composti da sei armeni eletti dall'Assemblea nazionale armena.

#### Istruzione e lavoro sociale
A partire dal 1863, l'istruzione era disponibile per tutte le materie, nella misura in cui i fondi lo consentivano ed era sotto la direzione di comitati laici. In questo periodo nell'Armenia russa l'associazione tra le scuole con la Chiesa era stretta. Ciò divenne un problema per l'amministrazione russa. Nel 1897 lo zar Nicola nominò come governatore della Transcaucasia l'armenofobo Grigory Sergeyevich Golitsin e le scuole, le associazioni culturali, i giornali e le biblioteche armene furono chiuse.
Le opere di beneficenza armene, gli ospedali e le istituzioni previdenziali erano organizzate secondo la prospettiva spiegata. Gli armeni, oltre a pagare le tasse allo Stato, si erano volontariamente imposti oneri aggiuntivi per sostenere queste agenzie filantropiche. In questi casi, le tasse allo Stato non venivano restituite direttamente agli armeni.

#### Questione armena, 1877

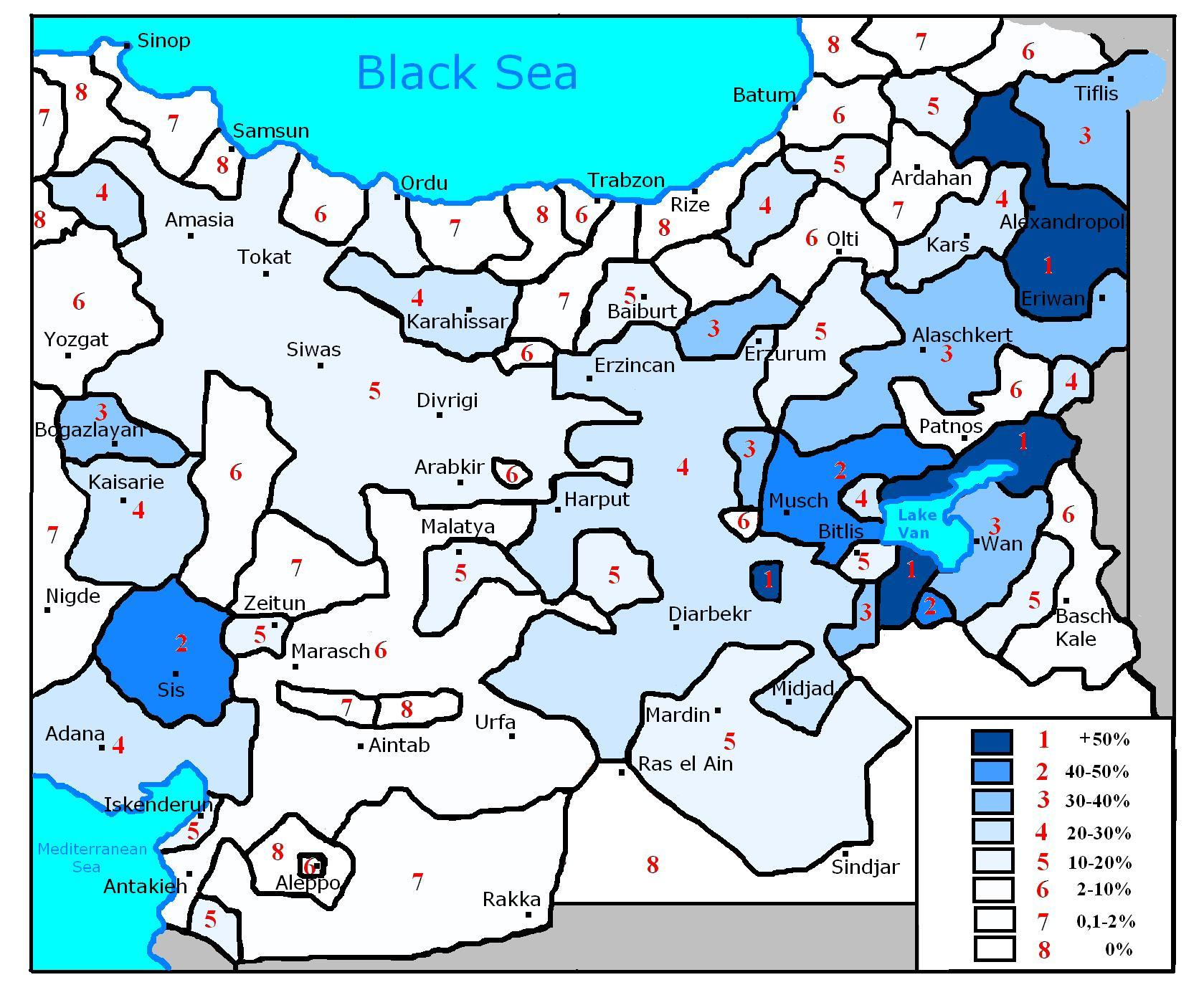
Armeni nell'Armenia occidentale, 1896

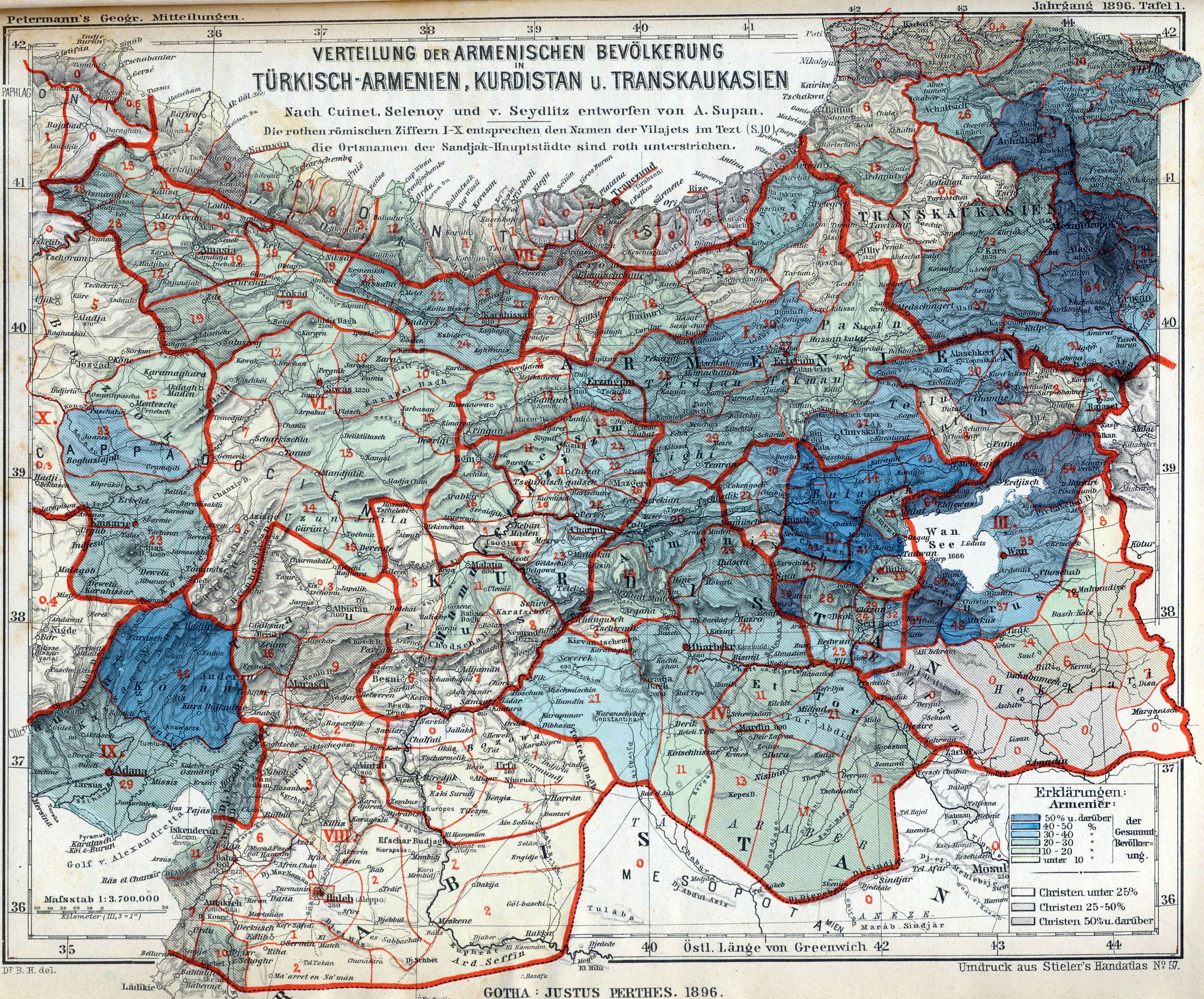
1896, regioni popolate da armeni.

La questione armena, come usata nella storia europea, divenne comune comune tra i circoli diplomatici e nella stampa popolare dopo il Congresso di Berlino (1878). Come la questione orientale, si riferisce al coinvolgimento delle Potenze europee nei sudditi armeni dell'Impero ottomano a partire dalla guerra russo-turca del 1877-78. Tuttavia, in termini specifici, la questione armena si riferisce alla protezione e alle libertà degli armeni dalle comunità vicine. La "questione armena" spiega i quarant'anni di storia armeno-ottomana nel contesto della politica inglese, tedesca, russa tra il 1877 e il 1914.

### Risveglio nazionale, anni 1880
Il movimento di liberazione nazionale dei popoli balcanici e l'immediato coinvolgimento delle potenze europee nella questione orientale ebbero un potente effetto sul movimento nazionale finora soppresso tra gli armeni dell'Impero ottomano e sullo sviluppo di un'ideologia di liberazione nazionale. Il movimento di liberazione nazionale armeno fu lo sforzo nazionale armeno di liberare la storica patria armena dell'Asia Minore orientale e della Transcaucasia dai domini russo e ottomano e ristabilire uno Stato armeno indipendente. Quegli armeni che non sostenevano le aspirazioni di liberazione nazionale o che erano neutrali erano chiamati chezok.

### Sultano Abdul Hamid II, 1876-1909
Abdul Hamid II fu il 34º sultano e accompagnò un periodo di declino del potere e dell'estensione dell'Impero, governando dal 31 agosto 1876 fino alla sua deposizione del 27 aprile 1909. Fu l'ultimo sultano ottomano a governare con il potere assoluto.

#### Scontri di Bashkaleh, 1889

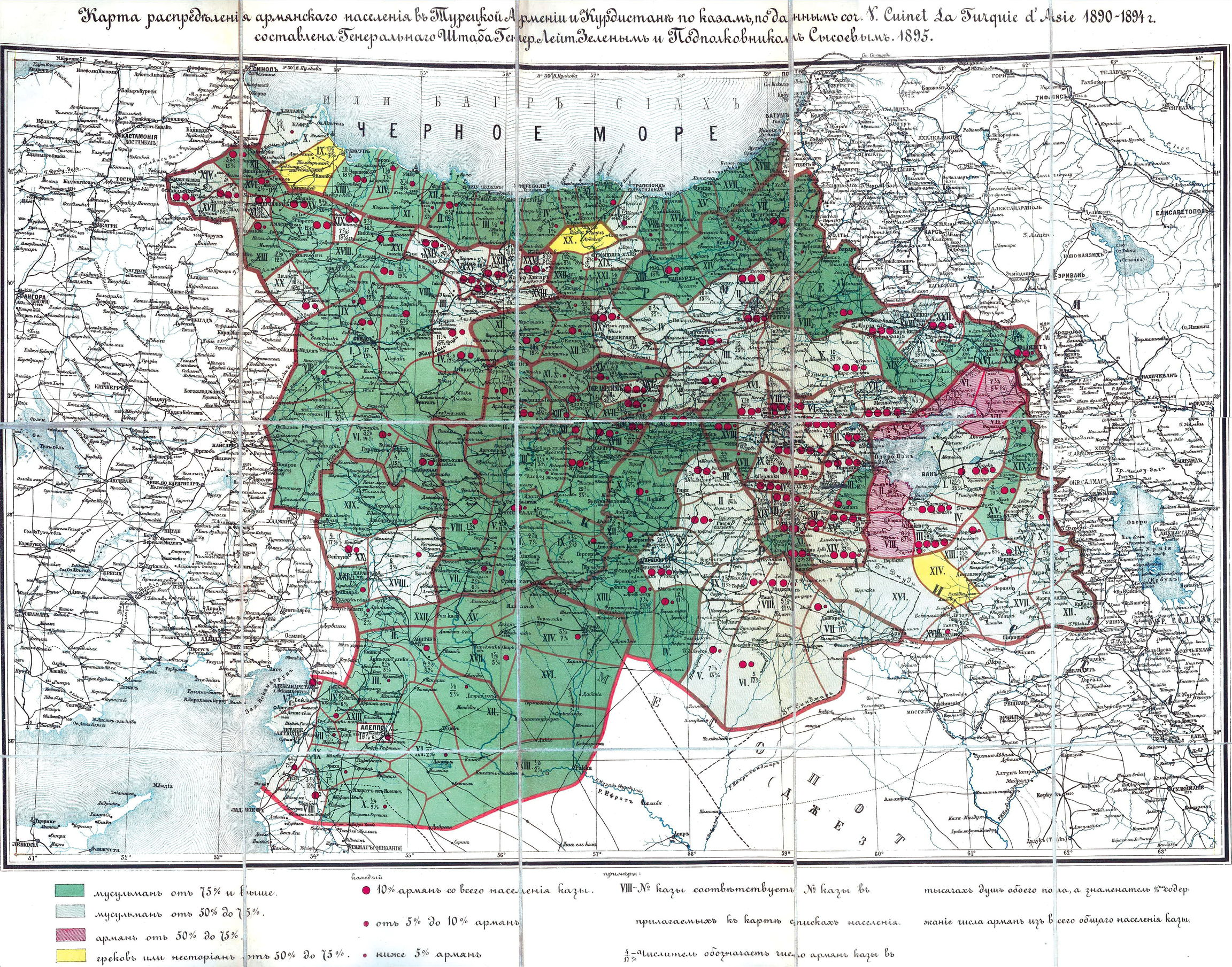

Gli scontri di Bashkaleh fu il sanguinoso conflitto tra il Partito Armenakan e l'Impero ottomano nel maggio 1889. Il suo nome deriva da Başkale, una città di confine dell'Eyalet di Van dell'Impero ottomano. L'evento fu importante, poiché si rifletté sui principali giornali armeni e i documenti recuperati sui seguaci del partito mostravano un vasto piano per un movimento nazionale. I funzionari ottomani credevano che gli uomini fossero membri di un grande apparato rivoluzionario. In alcuni ambienti armeni, questo evento è stato considerato come un martirio che ha portato ad altri conflitti armati. La resistenza di Bashkaleh era al confine persiano, dove gli "armenakani" erano in comunicazione con gli armeni nell'impero persiano. La spedizione di Gugunian, che seguì due mesi dopo, fu un tentativo da parte di un piccolo gruppo di nazionalisti armeni dell'Armenia russa di lanciare una spedizione armata attraverso il confine nell'Impero ottomano nel 1890 a sostegno degli armeni locali.

#### Manifestazione di Kum Kapu, 1890
La manifestazione di Kum Kapu avvenuta nel quartiere armeno di Kum Kapu, sede del patriarca armeno, è stata risparmiata dalla pronta azione del comandante Hassan Aga. Il 27 luglio 1890, Harutiun Jangülian, Mihran Damadian e Hambartsum Boyajian interruppero la messa armena per leggere un manifesto per denunciare l'indifferenza del patriarca armeno e dell'Assemblea nazionale armena. Harutiun Jangülian (membro di Van) tentò di assassinare il patriarca di Istanbul. L'obiettivo era convincere i religiosi armeni a portare le loro politiche in linea con la politica nazionale. Ben presto costrinsero il patriarca a unirsi alla processione diretta al Palazzo di Yildiz per chiedere l'attuazione dell'articolo 61 del Trattato di Berlino. I Softa non vi parteciparono e molti armeni trovarono rifugio nelle zone musulmane della città.

#### Gli anni sanguinosi, 1894-1896

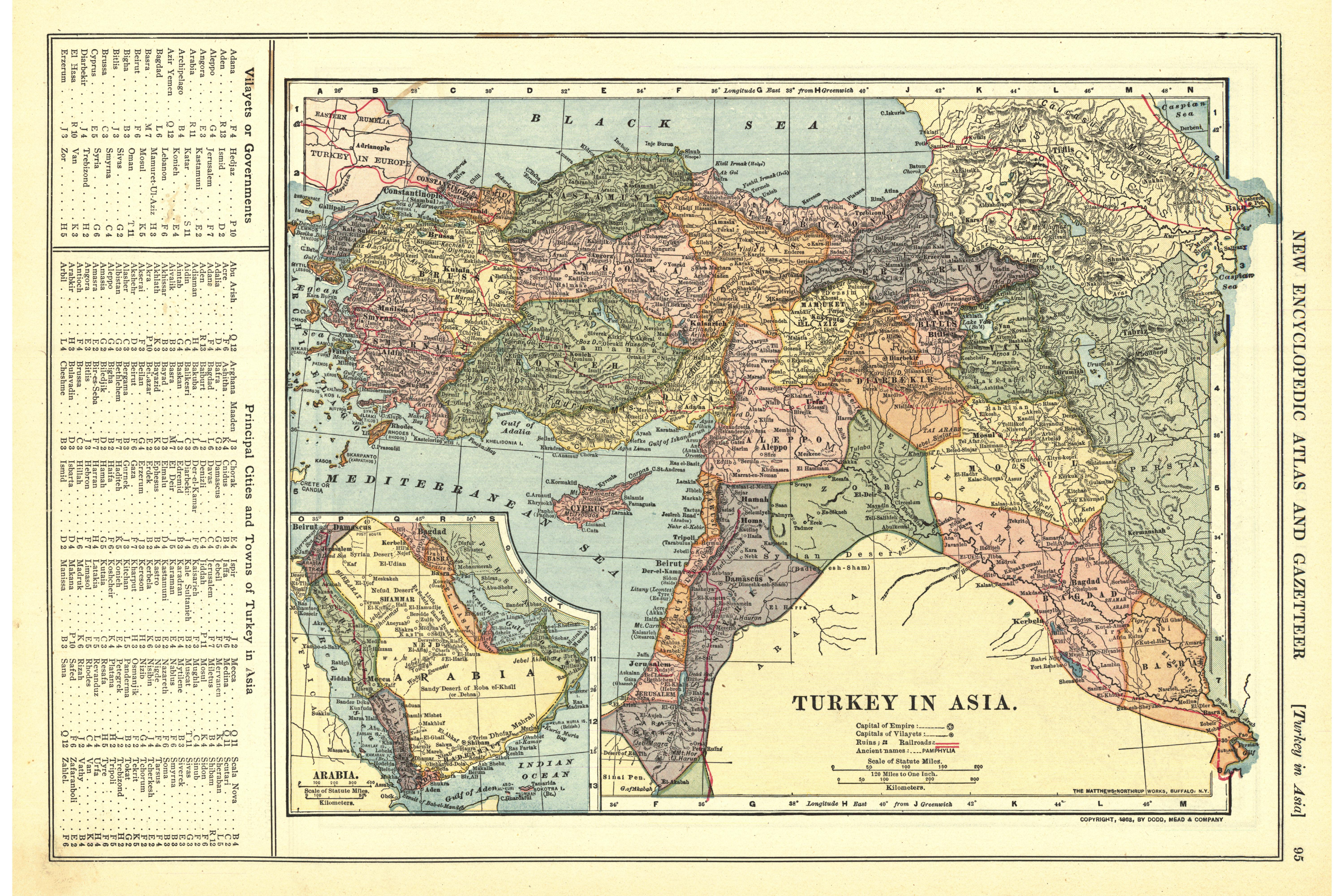
Le 6 province armene dell'Armenia occidentale. Patten, William e JE Homas, Turchia in Asia, 1903.

La prima battaglia degna di nota nel movimento di resistenza armeno ebbe luogo a Sassoun, dove gli ideali nazionalisti proliferarono dagli attivisti del partito Hunchak, come Mihran Damadian e Hampartsoum Boyadjian. Anche la Federazione Rivoluzionaria Armena svolse un ruolo significativo nell'armare la popolazione della regione. Gli armeni di Sassoun affrontarono l'esercito ottomano e gli irregolari curdi a Sassoun, soccombendo ai numeri superiori. Questo evento fu seguito dalla Ribellione di Zeitun, che ebbe luogo tra il 1891 e il 1895. Gli attivisti dell'Hunchak visitarono varie regioni della Cilicia e Zeitun per incoraggiare la resistenza e fondarono nuovi rami del Partito Socialdemocratico Hunchakian.
L'occupazione della Banca ottomana del 1896 fu perpetrata da un gruppo armeno armato di pistole, granate, dinamite e bombe a mano contro la Banca Ottomana a Istanbul. La presa della banca durò 14 ore, provocando la morte di 10 uomini armeni e soldati ottomani. La reazione ottomana all'occupazione vide ulteriori massacri e pogrom di diverse migliaia di armeni che vivevano a Costantinopoli. L'intervento di parte dei diplomatici europei in città riuscì però a persuadere gli uomini a cedere, assegnando un passaggio sicuro ai sopravvissuti in Francia. Nonostante il livello di violenza causato dall'evento, l'occupazione venne positivamente dalla stampa europea, lodando gli uomini per il loro coraggio e gli obiettivi che avevano tentato di raggiungere. Gli anni tra il 1894 e il 1896 terminarono con stime sui morti che andavano da 80.000 a 300.000. I massacri hamidiani prendono il nome dal sultano Abdul Hamid II, i cui sforzi per rafforzare l'integrità territoriale dell'Impero assediato portarono ai massacri.

#### Ribellione di Sasun, 1904

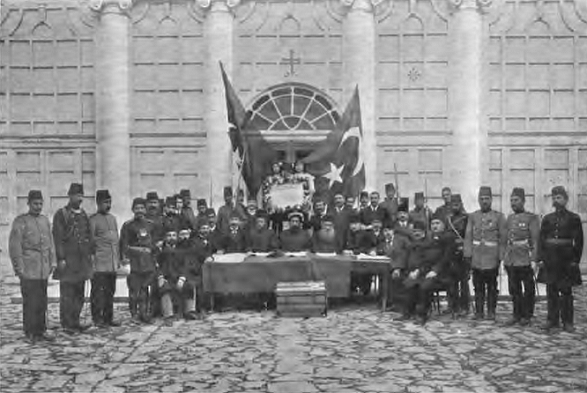
Dichiarazione della Costituzione. Leader musulmani, armeni, greci riuniti

I funzionari ottomani coinvolti nella ribellione di Sasun, precedentemente sconfitti nella prima ribellione di Zeitoun, non volevano la formazione di un'altra regione armena semi-autonoma nei vilayet "orientali". A Sasun, gli attivisti armeni stavano lavorando per armare il popolo e reclutare i giovani motivandoli alla causa armena. 50.000 soldati turchi e curdi avviarono l'offensiva a Sasun, dove 500 fedaye dovettero difendere 20.000 persone disarmate. Gli armeni erano guidati da Andranik Ozanian insieme a Kevork Chavoush, Sepasdatsi Mourad, Keri, Hrayr Tjokhk e altri.

#### Tentato assassinio del sultano Abdul Hamid II, 1905
I massacri hamidiani e le continue politiche anti-armene di Hamid portarono la Federazione Rivoluzionaria Armena a pianificare un tentato a assassinio del sultano per mettere in atto la vendetta. I membri del Dashnak, guidati dal fondatore dell'ARF Christapor Mikaelian, iniziarono segretamente a produrre esplosivi e pianificare l'operazione a Sofia, in Bulgaria. L'attentato non ebbe successo nell'uccidere Abdul Hamid II, sebbene abbia provocato la morte di 26 persone e altri 58 feriti.

### Dissoluzione, 1908-1918
La seconda era costituzionale dell'Impero iniziò poco dopo che il sultano Abdül Hamid II restaurò la monarchia costituzionale dopo la Rivoluzione dei Giovani Turchi del 1908. Questo periodo vide la creazione di molti gruppi politici. Una serie di elezioni durante la seconda era costituzionale portò alla graduale ascesa del dominio in politica del partito Comitato di Unione e Progresso ("CUP"). Questo periodo segnò anche la dissoluzione dell'Impero ottomano.

#### Rivoluzione dei Giovani Turchi, 1908

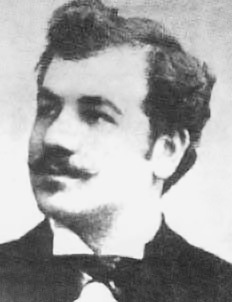
Karekin Pastermadjian, membro della " Camera dei Deputati ", rappresentante della Federazione rivoluzionaria armena di Erzurum. Successivamente è stato eletto ambasciatore dell'Armenia negli Stati Uniti.

Il 24 luglio 1908, le speranze di uguaglianza degli armeni nell'Impero crebbero con la rimozione di Hamid II dal potere e con il ritorno del paese a una monarchia costituzionale. Due dei più grandi gruppi rivoluzionari che cercavano di rovesciare il sultano Abdul Hamid II erano stati la Federazione Rivoluzionaria Armena e il Comitato Unione e Progresso, un gruppo di turchi per lo più istruiti in Europa. In una riunione dell'assemblea generale nel 1907, l'ARF riconobbe che i rivoluzionari armeni e turchi avevano gli stessi obiettivi. Sebbene le riforme del Tanzimat avessero dato agli armeni più diritti e seggi in parlamento, l'ARF sperava di ottenere l'autonomia per governare le aree popolate armene dell'Impero ottomano come uno "Stato nello Stato". Il "Secondo congresso dell'opposizione ottomana" ebbe luogo a Parigi, in Francia nel 1907 dove parteciparono i leader dell'opposizione tra cui Ahmed Riza (liberale), Sabahheddin Bey e il membro dell'ARF Khachatur Maloumian. Durante l'incontro venne ufficialmente dichiarata un'alleanza tra le due parti. L'ARF decise di cooperare con il Comitato di Unione e Progresso, sperando che se i Giovani Turchi fossero saliti al potere, sarebbe stata concessa l'autonomia agli armeni.

#### Pacchetto di riforme armene, 1914

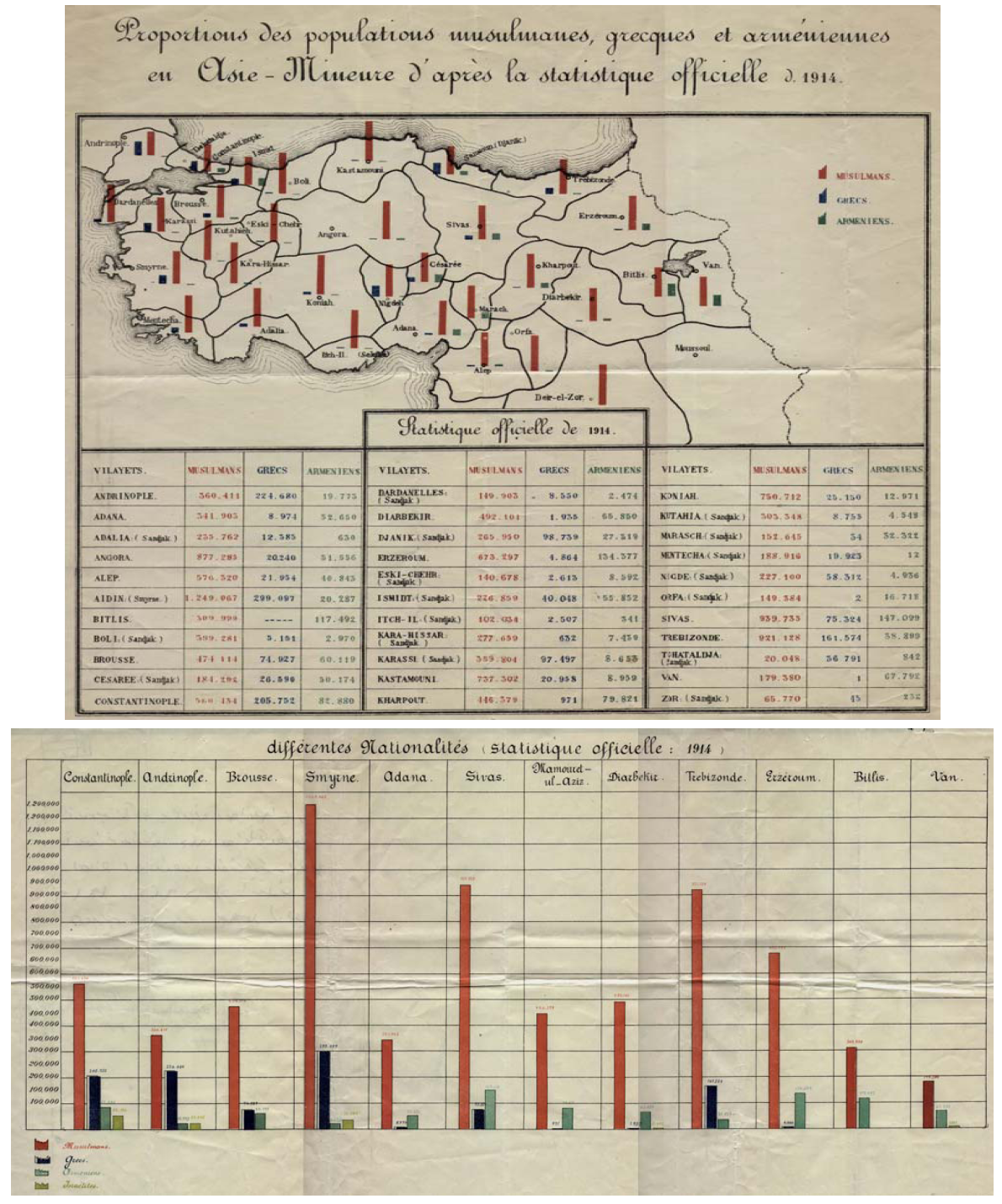
Il pacchetto di riforme armene dichiarava che i vilayet in cui vivevano gli armeni dovevano essere sotto un ispettore generale (la mappa è un documento d'archivio delle statistiche sulla popolazione del 1914).

Il pacchetto di riforme armene era un accordo negoziato con la Russia, che agiva per conto delle Grandi potenze e dell'Impero ottomano e mirava a introdurre le riforme ai cittadini armeni dell'Impero. Questo accordo, consolidato nel febbraio 1914, si basava sugli accordi nominalmente presi nel 1878. Secondo questa disposizione gli ispettori generali, i cui poteri e doveri costituivano la chiave della questione, dovevano essere nominati per un periodo di dieci anni e il loro incarico non doveva essere revocabile durante quel periodo.

#### Prima guerra mondiale, 1914-1918

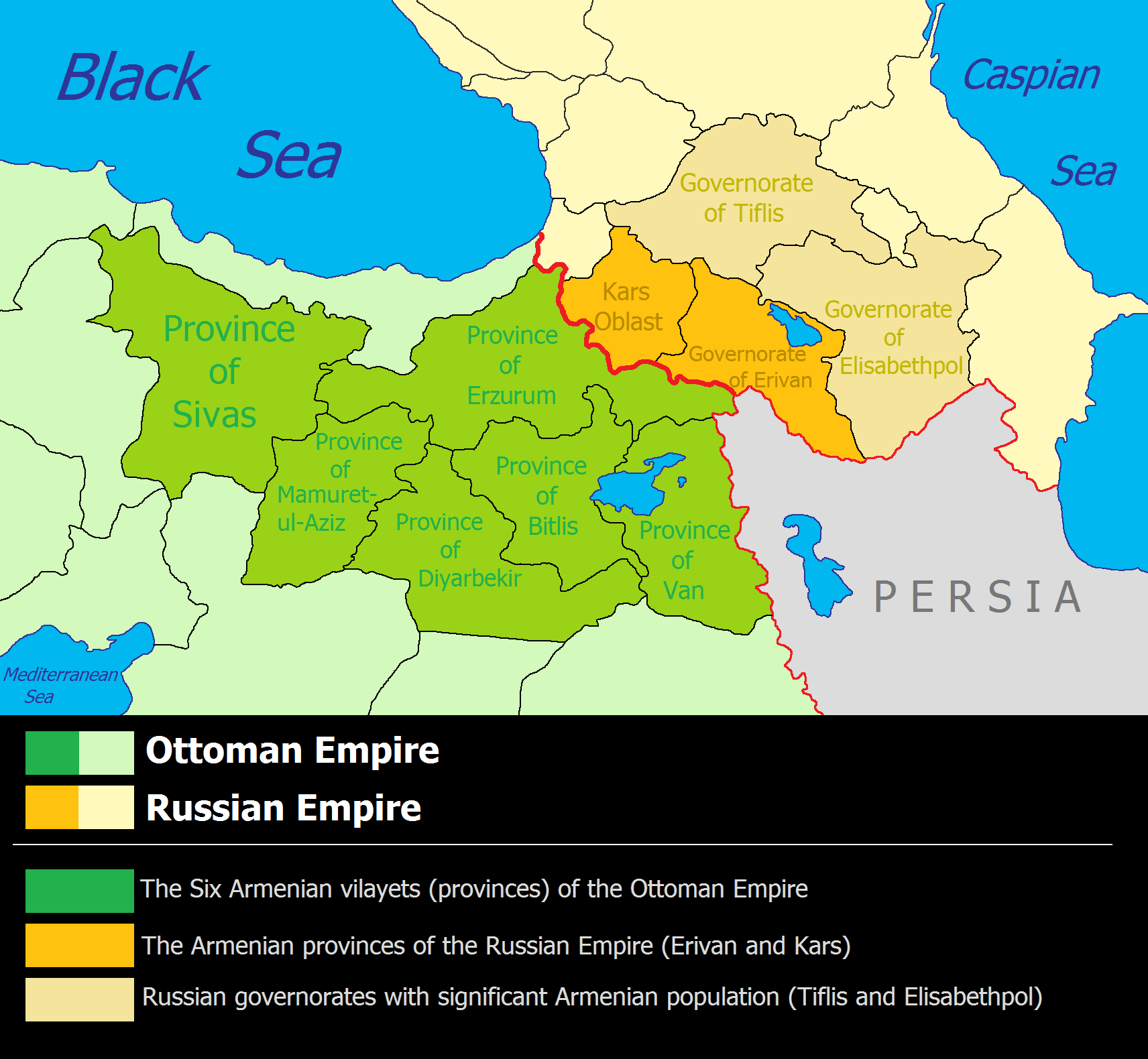
Sei province armene dell'Armenia occidentale e confini tra paesi prima della prima guerra mondiale

Con l'avvio della prima guerra mondiale, l'Impero ottomano e l'Impero russo si impegnarono durante le campagne del Caucaso della Persia, e il CUP iniziò a guardare gli armeni con diffidenza e sospetto. Ciò era dovuto al fatto che l'esercito russo conteneva un contingente di volontari armeni. Il 24 aprile 1915, gli intellettuali armeni furono arrestati dalle autorità ottomane e, con la legge Tehcir (29 maggio 1915), alla fine gran parte degli armeni che vivevano nell'Armenia occidentale morì negli eventi noti come genocidio armeno. La resistenza armena locale nella regione, si sviluppò contro le attività dell'Impero ottomano. Gli eventi dal 1915 al 1917 sono considerati dagli armeni, dagli storici occidentali e persino da alcuni scrittori e storici turchi come Taner Akçam e Orhan Pamuk, come assassini di massa o genocidi sponsorizzati e pianificati dallo Stato.